# Proszek czyszczący
Proszek czyszczący - stosowany jeszcze do niedawna powszechnie detergent, który obecnie jest wypierany przez mleczka czyszczące. 

## Opis
Proszek może być używany do szorowania wanien, umywalek, zlewów, garnków, powierzchni muszli klozetowej. Oprócz substancji powierzchniowo czynnych, które reagują z wodą, w jego skład wchodzą także substancje porowate np. kreda, talk, piasek, które dodatkowo mechanicznie ścierają brud. Fakt ścierania mechanicznego stał się głównym powodem, dla którego proszek czyszczący jest coraz rzadziej używany, niszczy bowiem  delikatne powierzchnie np. stal nierdzewną, emalię czy ceramikę. Inne przyczyny to niewygoda w przechowywaniu (brak odporności na wilgoć), pylenie podczas użytkowania i konieczność łączenia z wodą w odpowiednich proporcjach. Jego atutem wciąż jest jednak niska cena.

## Historia
Pierwszy proszek czyszczący o nazwie Bon Ami pojawił się w 1886 r. Składał się ze sproszkowanego mydła z dodatkiem talku, kredy lub pumeksu.